# Muzeum 1 Pułku Strzelców Podhalańskich Armii Krajowej w Szczawie
Muzeum 1 Pułku Strzelców Podhalańskich Armii Krajowej w Szczawie – muzeum z siedzibą we wsi Szczawa (powiat limanowski). Placówka jest oddziałem (filią) Muzeum Diecezjalnego w Tarnowie. Jej siedzibą są pomieszczenia budynku, sąsiadującego z drewnianym kościołem Najświętszego Serca Pana Jezusa, zwanym „Kościółkiem Partyzanckim”.
W ramach muzealnej ekspozycji prezentowane są pamiątki związane z 1 Pułkiem Strzelców Podhalańskich Armii Krajowej i jego działaniach zbrojnych podczas II wojny światowej, które miały miejsce głównie na stokach Mogielicy, Wielkiego Wierchu, Kiczory i Wyrębisk. W zbiorach znajdują się m.in. sztandar pułku, umundurowanie i wyposażenie żołnierskie, militaria oraz dokumenty i fotografie. Ponadto prezentowana jest gablota z urnami z ziemią pól bitewnych Pułku.
Obiekt powstał w  2 maja 1987 w pomieszczeniach plebanii, według pomysłu księdza prałata Edwarda Fąfary. W 1989 ekspozycję przeniesiono do obecnych pomieszczeń, zaadaptowanych m.in. dzięki środkom mieszkańców Szczawy i polonii kanadyjskiej.
Zwiedzanie muzeum jest możliwe po uprzednim uzgodnieniu.